# Athleta
Athleta (verouderde naam Volutospina) is een geslacht van uitgestorven mollusken, dat leefde van het Laat-Krijt tot het Plioceen.

## Beschrijving
Deze olijfhoren had een dubbel conische schelp met een scherp gepunte bovenkant. De spira (alle windingen behalve de laatste winding bij een gespiraliseerde schelp) leek torenvormig, ondanks de ondiepe sutuur (afscheiding tussen twee windingen), want de korte ribben op de schouderlijn eindigden in spitse punten. De laatste omgang toonde een sculptuur, die was samengesteld uit zwakke, door meerdere verticale groeilijnen gekruiste, platte spiraalbanden. De mondopening, waarvan de buitenlip niet was verdikt, was tamelijk eng en vernauwde zich aan de onderzijde tot een open sifonaal kanaal. De columella was samengesteld uit verschillende richels, waarvan de onderste het grootst was. De onderste winding was bedekt met een laagje callus (calcietlaag die slakken soms op de buitenzijde van de schelp afzetten, ook eelt genoemd), dat zich vanuit de mondrand uitbreidde. De lengte van de schelp bedroeg ongeveer 7 cm.

## Leefwijze
Dit carnivore, mariene geslacht bewoonde warme zeeën op zand- en modderbodems.

## Soorten
- Athleta abyssicola (Adams & Reeve, 1848)
- Athleta boswellae (Rehder, 1969)
- Athleta disparilis (Rehder, 1969)
- Athleta epigona (Martens, 1904)
- Athleta gilchristi (G. B. Sowerby III, 1902)
- Athleta glabrata (Kilburn, 1971)
- Athleta insperata Darragh, 1979
- Athleta kilburni (Rehder, 1974)
- Athleta lata (Marwick, 1926) †
- Athleta lutosa (Koch, 1948)
- Athleta magister (Kilburn, 1980)
- Athleta mozambicana (Rehder, 1972)
- Athleta nana (Rehder & Weaver, 1974)
- Athleta necopinata Suter, 1917 †
- Athleta pisororum Morrison, 2006
- Athleta rosavittoriae (Rehder, 1981)
- Athleta semirugata (Rehder & Weaver, 1974)
- Athleta studeri (Martens, 1897)